# Joseph Gottfried Mikan
Pour les articles homonymes, voir Mikan.
Joseph Gottfried Mikan, né le 3 septembre 1743 à Böhmisch-Leipa (auj. Česká Lípa) et mort le 7 août 1814 à Prague, est un botaniste austro-tchèque. 

## Biographie
Il étudie à Dresde, Prague et Vienne et officie comme médecin thermal à Teplice. En 1773, il devient professeur associé et, deux ans plus tard, est nommé professeur titulaire de botanique et de chimie à l'Université de Prague. En 1798, il devient recteur de l'université.
Il est l'auteur du Catalogus plantarum omnium (1776), qu'il dédie au jardin botanique de Prague. Le genre végétal Mikania de la famille des Asteraceae porte son nom. 
Il est le père de Johann Christian Mikan.

## Publications
- 1776 : Catalogus plantarum omnium juxta systematis vegetabilium Caroli a Linné editionem novissimam in usum horti botanici Pragensis, Gerle, Prague (Lire en ligne).
- 1783 : Dispensatorium pauperum etc., Schönfeld, Prague et Vienne (Lire en ligne).
  - 1786 : Dispensatorium oder Arznei-Verzeichniß für Arme, zusammengetragen von der medizinischen Fakultät zu Prag, Schönfeld, Prague (Lire en ligne).
- 1784 : Ueber das Saidschitzer Bitterwasser, Prague.
- 1787 : Entomologische Beobachtungen, Calve, Prague.
- 1796 : Monographia bombyliorum Bohemiae iconibus illustrata, Herrl, Prague (Lire en ligne).
- 1797, avec Rudolf Jakob Camerarius, Opuscula botanici Argumenti, C. Barth, Prague (Lire en ligne).